# شهرستان اسمیت (تنسی)
شهرستان اسمیت، تنسی (به انگلیسی: Smith County, Tennessee) یک سکونتگاه مسکونی در ایالات متحده آمریکا است که در تنسی واقع شده‌است.

## خصوصیات
شهرستان اسمیت ۸۴۱٫۷۵ کیلومترمربع مساحت دارد.